# Collin Samuel
Collin Andrew Samuel (* 27. August 1981 in Manzanilla, Trinidad) ist ein Fußballspieler aus Trinidad und Tobago. Der Stürmer spielt aktuell bei Guaya United in der TT Pro League und steht auch im Kader der Nationalmannschaft seines Heimatlandes.

## Vereinskarriere
Samuel begann seine Profilaufbahn 1998 beim Doc’s Khelwalaas FC aus Trinidad; später wechselte er zu San Juan Jabloteh, wo er 2001 und 2002 unter Vertrag stand. Im August 2002 wechselte er in die zweite schottische Liga zum FC Falkirk, er absolvierte in elf Monaten bei Falkirk insgesamt 42 Pflichtspiele, bei denen ihm 16 Tore, darunter zwei Hattricks, gelangen. Dadurch wurde Dundee United auf Samuel aufmerksam. Bei diesem Club steht er seit dem Beginn der Spielzeit 2004/05 unter Vertrag. Nach einem Tor im ersten Spiel der Saison, wurde es zuerst ruhig um ihn, so dass er fürs Erste selten und meist als Auswechselspieler zum Einsatz kam, in seiner zweiten Saison wurde Samuel dann schon 24 Mal eingesetzt, wenn auch meist immer noch von der Bank. Erst in der Spielzeit 2005/06 gelang ihm die Etablierung in der ersten Elf, bei 35 Pflichtspieleinsätzen gelangen ihm acht Ligatore. Im Januar 2006 wurde deshalb sein Vertrag vorzeitig um ein Jahr verlängert.
2007 wechselte Samuel zum kanadischen Major League Soccer Verein Toronto FC. Dort stand er 19 Mal auf den Platz. Am 18. April wurde er aus personellen Gründen gekündigt und spielt seit dem 6. Mai 2008 beim FC St. Johnstone in der ersten schottischen Liga.

## Nationalmannschaft
Samuel spielte 2001 in der U-21 Auswahl seiner Heimat, bevor ihm bei seinem Debüt für die A-Auswahl gegen Grenada am 11. Januar 2001 sofort zwei Tore gelangen, er spielte seitdem insgesamt 17 Mal für die Auswahl seiner Heimat, doch gelang lediglich ein weiteres Tor. Samuel war seit 2003 meist Ersatzspieler, außer drei Einsätzen beim CONCACAF Gold Cup 2005 spielte er zwischen 2003 und 2006 nur bei einem Qualifikationsspiel zur Fußball-Weltmeisterschaft 2006. Dennoch wurde Samuel ins Endrundenaufgebot seines Heimatlandes berufen und kam im Jahr 2006 bereits drei Mal in Freundschaftsspielen zu Einsätzen.